# Onyricon
Onyricon (Wonderwall) è un film del 1968 diretto dal regista esordiente Joe Massot con protagonisti Jane Birkin, Jack MacGowran, e Iain Quarrier. Tipica produzione dei tardi anni sessanta intrisa di psichedelia, il film è principalmente ricordato grazie alla colonna sonora, composta da George Harrison, allora membro dei Beatles.

## Trama
Lo studioso ed eccentrico scienziato Oscar Collins ha due vicini della porta accanto: un fotografo pop e la sua fidanzata/modella Penny Lane. Un giorno scopre grazie a un raggio di luce che ne fuoriesce, un buco nel muro tra i due appartamenti. Collins segue la luce e dal buco sbircia la modella Penny Lane durante un servizio fotografico. Incuriosito, con il passare dei giorni inizia a fare altri buchi nel muro e ad assistere a più sessioni fotografiche. Oscar diventa gradualmente sempre più infatuato della ragazza e si sente parte della vita della coppia, abbandonando persino il lavoro per osservarli giorno e notte. Quando i due litigano e la coppia si divide, Penny prende un'overdose di pillole e sviene, ma Oscar accorre in suo soccorso.

## Colonna sonora

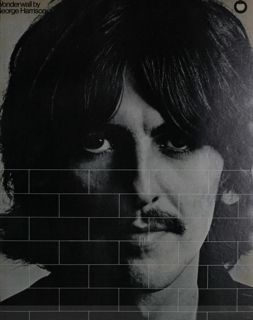
Pubblicità dell'album Wonderwall Music apparsa su Billboard (1968)

La colonna sonora del film venne composta dal Beatle George Harrison, che Massot aveva avvicinato appositamente per il progetto. Harrison non si era mai occupato di musica da film, e disse a Massot di non sapere da che parte iniziare, ma quando Massot lo rassicurò dicendogli che avrebbe utilizzato qualsiasi cosa avesse composto, Harrison accettò l'incarico.
Decidendo di fare della colonna sonora del film una sorta di antologia della musica indiana, sua recente passione, Harrison registrò una serie di brevi raga presso gli studi EMI a Bombay nel gennaio 1968. A Londra mixò poi i pezzi indiani come fossero rock o pop occidentali. L'album Wonderwall Music, primo disco "solista" di un membro dei Beatles, venne pubblicato nel novembre 1968 su etichetta Apple Records, come prima uscita della compagnia.

## Distribuzione
Il film debuttò al Cannes Film Festival il 17 maggio 1968, presenti George Harrison, la moglie Pattie, Ringo Starr, sua moglie Maureen, e i membri del cast. Nonostante ciò, la pellicola non ebbe una distribuzione vera e propria, e finì a circolare nelle sale dei circuiti dei film di mezzanotte negli anni settanta, venendo poi distribuito in formato home video negli anni ottanta e novanta.
La versione restaurata del film è stata pubblicata in formato DVD dalla Shout! Factory negli Stati Uniti.